# Fedotowa kosa
Fedotowa kosa (ukr. Федотова коса) – ukraiński półwysep na Morzu Azowskim.

## Geografia
Fedotowa kosa jest piaszczystą mierzeją (tzw. kosą). Rozciąga się na długości około 45 kilometrów, ma szerokość do 5 km; tworzą ją warstwy osadów piaszczysto-muliste z fragmentami muszelek. Powierzchnia jest płaska, znajdują się tam słone jeziora. U nasady mierzei znajduje się osiedle typu miejskiego Kyryliwka i wieś Stepok. Południowo-zachodnia, rozszerzona część kosy nosi po sztormach bywa odcięta od reszty mierzei, tworząc wyspę o nazwie Byriuczyj Ostriw.

## Flora i fauna
Od 1996 roku znajduje się tam rezerwat przyrody o znaczeniu krajowym. Na mierzei rośnie ponad 600 gatunków roślin naczyniowych. Do pospolitych kserofitów i halofitów należą soliród zielny, sodówka nadmorska, Petrosimonia triandra i zatrwian Limonium suffruticosum i traganek Astragalus dasyanthus. W słonych obszarach rośnie czosnek Allium pervestitum i tamaryszek Tamarix gracilis, na wybrzeżach słonych jezior znajduje się szparag Asparagus pallasii i ostnica Stipa ucrainica. Do hydrofauny obszaru należą stułbiopław Odessia maeotica, torborak Hemimysis anomala i pławikonik sargassowy. Do zwierząt lądowych mierzei zaliczają się ssaki: jenot azjatycki, chyżoskoczek stepowy, suseł karłowaty, mysz południowa, jeleń szlachetny, suhak stepowy, kułan azjatycki, daniel zwyczajny i owca dzika a także ptaki: rybitwa czubata, szczudłak zwyczajny, ohar, łabędź niemy, sieweczka morska, żwirowiec stepowy, mewa srebrzysta, kormoran zwyczajny. Występują tu gady: żółw błotny i wąż Orientocoluber spinalis i owady: smukwa kosmata i modliszka Iris polystictica. Do gatunków zagrożonych, wpisanych do ukraińskiej „czerwonej księgi” należą: tchórz stepowy, smużka stepowa, rybitwa białoczelna, mewa orlica, pelikan kędzierzawy, kormoran mały, łabędź czarnodzioby, pustułka zwyczajna, żuraw stepowy, sterniczka zwyczajna, żmija Vipera renardi, paź królowej, paź żeglarz, chrząszcz Lixus canescens, żądłówka Stizus fasciatus i modliszka Empusa pennicornis. Ludzie sprowadzili tu również jelenie szlachetne i wielbłądy.